# IndyCar Series 2012
Die IndyCar Series 2012 war die 17. Saison der amerikanischen IndyCar Series und die 91. Meisterschaftssaison im US-amerikanischen Monoposto-Sport. Sie begann am 25. März in St. Petersburg und endete am 15. September in Fontana. Ryan Hunter-Reay sicherte sich den Titel. Mit drei Punkten Rückstand beendete Will Power die Saison zum dritten Mal in Folge auf Platz zwei.

## Regeländerungen

### Technische Änderungen
Im Rahmen des ICONIC-Projektes kam es 2012 zu einigen Veränderungen in der IndyCar Series. ICONIC ist ein Akronym und steht für “Innovative, Competitive, Open-Wheel, New, Industry-Relevant, Cost-Effective”, was übersetzt so viel wie „Innovativ, Konkurrenzfähig, Monoposto, Neu, Branchenspezifisch, Kosteneffizient“ bedeutet.
Chassis
Zur Saison 2012 wurde ein neues Chassis eingeführt, das das bisherige Chassis, das 2003 unter dem Namen „IR-03“ eingeführt wurde und seit einem Aerodynamik-Update 2005 die Bezeichnung „IR-05“ trug, ersetzte. Es gab zwei verschiedene Aerodynamik-Kits für die Straßen- und Ovalkurse. Die Chassis wurden weiterhin vom italienischen Hersteller Dallara produziert und kosteten 385.800 US-Dollar. Das neue Chassis ist leichter als das vorherige Modell, das eigentlich nur für Ovalkurse konstruiert war. Ursprünglich war geplant, dass neben den Aero-Kits von Dallara auch welche von anderen Herstellern zugelassen werden sollten. Die Einführung wurde allerdings im August 2011 auf die Saison 2013 verschoben.
Das neue Chassis wurde auf einem Straßenkurs Anfang August 2011 in Lexington und auf einem Ovalkurs in Newton Ende September 2011 erstmals von Dan Wheldon getestet. Nach dem tödlichen Unfall von Wheldon beim letzten Saisonrennen 2011 entschied sich Dallara, das Chassis ihm zu widmen und Dallara DW12 zu nennen.
Motor
Auf Motorenseite kam es ebenfalls zu Veränderungen. Der bisherige 3,5-l-V8-Saugmotor wurde durch einen 2,2-l-V6-Turbomotor ersetzt. Neben dem bisherigen Alleinausrüster Honda stiegen Chevrolet und Lotus als Motorenhersteller in die IndyCar Series ein.
Die neuen Honda-Motoren entstanden nicht mehr in Kooperation mit Ilmor, sondern wurden von Honda Performance Development in Kalifornien konstruiert. Für die Entwicklung der Chevrolet-Motoren waren General Motors und Ilmor Engineering verantwortlich. Die Motoren wurden in Michigan gebaut. Die Lotus-Motoren wurden vom britischen Hersteller Engine Developments, besser unter dem Namen Judd bekannt, produziert.
Die Hersteller Chevrolet und Lotus setzten auf einen Twin-Turbo, während Honda einen anderen Weg mit einem einfachen Turbo beschritt. Alle Turbos wurden vom Zulieferer Borg-Warner gefertigt.
Reifen
Die Reifen werden weiterhin und bis 2013 von Bridgestone unter der Marke Firestone geliefert.

### Sportliche Änderungen
Der ehemalige Rennfahrer Beaux Barfield übernahm die Rennleitung der IndyCar von Brian Barnhart. Barfield war zuvor von 2008 bis 2011 Renndirektor der American Le Mans Series. Von 2003 bis 2007 war er für die Rennabwicklung der Champ-Car-Serie verantwortlich. Als Rennstewarts für die Saison 2012 wurden die ehemaligen Rennfahrer Arie Luyendyk und Johnny Unser sowie Gary Barnard, ein ehemaliger Rennstewart der Champ-Car-Serie, bekannt gegeben.
Für das Rennen auf dem Iowa Speedway wurde die Startaufstellung nicht durch ein klassisches Qualifying, sondern durch drei Rennen über je 30 Runden ermittelt. Nach dem Training ermittelten die schnellsten zehn Piloten die ersten zehn Startpositionen in einem Rennen. Die anderen Fahrer wurden nach ungeraden und geraden Positionen unterteilt und ermittelten in einem Rennen die Startpositionen 11-13-15-... sowie 12-14-16-...
Die eine Saison zuvor eingeführten Double-File-Restarts, bei denen die Fahrer bei einem Restart in Zweierreihen nebeneinanderher fahren, wurden größtenteils beibehalten. Ausnahmen bildeten die Rennen auf den Superspeedways in Indianapolis und Fontana sowie das Rennen auf dem Speedway in Fort Worth, wo aus Sicherheitsgründen Single-File-Restarts durchgeführt wurden.

## Teams und Fahrer
Alle Teams benutzten das Chassis DW12 sowie Aero-Kits von Dallara und Reifen von Firestone.
| Team                                                      | Nr. | Fahrer              | Motor     | Veranstaltung  |
| --------------------------------------------------------- | --- | ------------------- | --------- | -------------- |
| Target Chip Ganassi Racing                                | 9   | Scott Dixon         | Honda     | 1–15           |
| Target Chip Ganassi Racing                                | 10  | Dario Franchitti    | Honda     | 1–4, 6–15      |
| Target Chip Ganassi Racing                                | 50  | Dario Franchitti    | Honda     | 5              |
| Service Central Chip Ganassi Racing                       | 38  | Graham Rahal        | Honda     | 1–15           |
| Novo Nordisk Chip Ganassi Racing                          | 83  | Charlie Kimball     | Honda     | 1–11, 13–15    |
| Novo Nordisk Chip Ganassi Racing                          | 83  | Giorgio Pantano     | Honda     | 12             |
| Team Penske                                               | 02  | Ryan Briscoe        | Chevrolet | 1–15           |
| Team Penske                                               | 03  | Hélio Castroneves   | Chevrolet | 1–15           |
| Team Penske                                               | 12  | Will Power          | Chevrolet | 1–15           |
| KV Racing Technology                                      | 05  | E. J. Viso          | Chevrolet | 1–15           |
| KV Racing Technology                                      | 08  | Rubens Barrichello  | Chevrolet | 1–15           |
| KV Racing Technology                                      | 11  | Tony Kanaan         | Chevrolet | 1–15           |
| Andretti Autosport                                        | 17  | Sebastian Saavedra  | Chevrolet | 5, 13, 15      |
| Andretti Autosport                                        | 25  | Ana Beatriz         | Chevrolet | 4, 5           |
| Andretti Autosport                                        | 26  | Marco Andretti      | Chevrolet | 1–15           |
| Andretti Autosport                                        | 27  | James Hinchcliffe   | Chevrolet | 1–15           |
| Andretti Autosport                                        | 28  | Ryan Hunter-Reay    | Chevrolet | 1–15           |
| Schmidt-Hamilton Motorsports Schmidt Hamilton Motorsports | 77  | Simon Pagenaud      | Honda     | 1–15           |
| Schmidt-Hamilton Motorsports Schmidt Hamilton Motorsports | 99  | Townsend Bell       | Honda     | 5              |
| Panther Racing                                            | 04  | J. R. Hildebrand    | Chevrolet | 1–15           |
| A. J. Foyt Enterprises                                    | 14  | Mike Conway         | Honda     | 1–14           |
| A. J. Foyt Enterprises                                    | 14  | Wade Cunningham     | Honda     | 15             |
| A. J. Foyt Enterprises                                    | 41  | Wade Cunningham     | Honda     | 5              |
| Dale Coyne Racing                                         | 18  | Justin Wilson       | Honda     | 1–15           |
| Dale Coyne Racing                                         | 19  | James Jakes         | Honda     | 1–15           |
| Lotus – DRR                                               | 22  | Oriol Servià        | Lotus     | 1–4            |
| Panther/Dreyer & Reinbold Racing                          | 22  | Oriol Servià        | Chevrolet | 5–15           |
| Lotus-HVM Racing                                          | 78  | Simona de Silvestro | Lotus     | 1–15           |
| Sarah Fisher Hartman Racing                               | 39  | Bryan Clauson       | Honda     | 5              |
| Sarah Fisher Hartman Racing                               | 67  | Josef Newgarden     | Honda     | 1–13, 15       |
| Sarah Fisher Hartman Racing                               | 67  | Bruno Junqueira     | Honda     | 14             |
| Bryan Herta Autosport w/Curb-Agajanian                    | 98  | Alex Tagliani       | Lotus     | 1–3            |
| Bryan Herta Autosport w/Curb-Agajanian                    | 98  | Alex Tagliani       | Honda     | 5–15           |
| Lotus-Dragon Racing Dragon Racing                         | 06  | Katherine Legge     | Lotus     | 1–4            |
| Lotus-Dragon Racing Dragon Racing                         | 07  | Sébastien Bourdais  | Lotus     | 1–4            |
| Lotus-Dragon Racing Dragon Racing                         | 06  | Katherine Legge     | Chevrolet | 5, 7–9, 13, 15 |
| Lotus-Dragon Racing Dragon Racing                         | 07  | Sébastien Bourdais  | Chevrolet | 5, 6, 10–14    |
| Rahal Letterman Lanigan                                   | 15  | Takuma Satō         | Honda     | 1–15           |
| Rahal Letterman Lanigan                                   | 30  | Michel Jourdain jr. | Honda     | 5              |
| Ed Carpenter Racing                                       | 20  | Ed Carpenter        | Chevrolet | 1–15           |
| Lotus – FP Journe – Fan Force United                      | 64  | Jean Alesi          | Lotus     | 5              |

Anmerkungen
- Der beim letzten Saisonrennen 2011 verstorbene Dan Wheldon besaß einen Vertrag bei Andretti Autosport.[60]

1. ↑  Tritt seit dem dritten Rennen, dem Toyota Grand Prix of Long Beach, mit dem Auto #11 (Tony Kanaan) als KV Racing Technology w/SH an.
2. ↑  Das Fahrzeug wird zusammen mit AFS Racing als AFS Racing/Andretti Autosport eingesetzt.
3. ↑  Das Fahrzeug wird beim Indianapolis 500 zusammen mit Conquest Racing als Andretti Autosport/Conquest Racing eingesetzt.
4. 1 2  Trat die ersten drei Rennen sowie beim fünften als Schmidt-Hamilton Motorsports an und sonst als Schmidt Hamilton Motorsports.
5. ↑  Das Fahrzeug war für das Team Sam Schmidt Motorsports gemeldet.
6. 1 2  Trat die ersten drei Rennen als Lotus-Dragon Racing an und ab den vierten Rennen als Dragon Racing.

### Änderungen bei den Fahrern
Die folgende Auflistung enthält alle Fahrer, die an der IndyCar-Series-Saison 2011 teilgenommen haben und in der Saison 2012 nicht für dasselbe Team wie 2011 starteten.
Fahrer, die ihr Team gewechselt haben:
- Ana Beatriz: Dreyer & Reinbold Racing → Andretti Autosport
- Townsend Bell: Dreyer & Reinbold Racing → Sam Schmidt Motorsports
- Sébastien Bourdais: Dale Coyne Racing → Lotus-Dragon Racing
- Ed Carpenter: Sarah Fisher Racing → Ed Carpenter Racing
- Mike Conway: Andretti Autosport → A. J. Foyt Enterprises
- Wade Cunningham: Sam Schmidt Motorsports → A. J. Foyt Enterprises
- James Hinchcliffe: Newman/Haas Racing → Andretti Autosport
- Bruno Junqueira: A. J. Foyt Enterprises → Sarah Fisher Hartman Racing
- Simon Pagenaud: HVM Racing → Schmidt Hamilton Motorsport
- Giorgio Pantano: Dreyer & Reinbold Racing → Novo Nordisk Chip Ganassi Racing
- Takuma Satō: KV Racing Technology – Lotus → Rahal Letterman Lanigan Racing
- Sebastián Saavedra: Conquest Racing → Andretti Autosport
- Oriol Servià: Newman/Haas Racing → Dreyer & Reinbold Racing
- Justin Wilson: Dreyer & Reinbold Racing → Dale Coyne Racing

Fahrer, die in die IndyCar Series einsteigen bzw. zurückkehren:
- Jean Alesi: Auszeit → Lotus – FP Journe – Fan Force United
- Rubens Barrichello: Formel 1 (AT&T Williams) → KV Racing Technology
- Bryan Clauson: Indy Lights (Sam Schmidt Motorsports) → Sarah Fisher Hartman Racing
- Michel Jourdain jr.: Auszeit → Rahal Letterman Lanigan
- Katherine Legge: Auszeit → Lotus-Dragon Racing
- Josef Newgarden: Indy Lights (Sam Schmidt Motorsports) → Sarah Fisher Hartman Racing

Fahrer, die die IndyCar Series verlassen haben:
- Bertrand Baguette: Rahal Letterman Lanigan Racing → WEC (OAK Racing)
- Patrick Carpentier → Karriereende
- Raphael Matos: AFS Racing → American Le Mans Series (Performance Tech Motorsports)
- Vítor Meira: A. J. Foyt Enterprises → Stock Car Brasil (Officer ProGP)
- João Paulo de Oliveira: Conquest Racing → Formel Nippon (Team Impul)
- Danica Patrick: Andretti Autosport → NASCAR Nationwide Series (JR Motorsports)
- Martin Plowman: Sam Schmidt Motorsports → American Le Mans Series (Conquest Endurance)
- Scott Speed: Dragon Racing → NASCAR Sprint Cup (Hamilton Means Racing)
- Dan Wheldon verstarb während der Saison 2011

Fahrer, die noch keinen Vertrag für ein Renncockpit 2012 besitzen:
| - John Andretti* - Dillon Battistini* - Davey Hamilton* - Jay Howard* | - Alex Lloyd - Pippa Mann* - Hideki Mutō* - Buddy Rice* | - Tomas Scheckter* - Ho-Pin Tung* - Paul Tracy* |

* 2011 nur einzelne Rennen absolviert.

### Änderungen bei den Teams
- Sarah Fisher Racing tritt ab dieser Saison als Sarah Fisher Hartman Racing an. Das Team reagierte damit darauf, dass der Geschäftsmann Willis Hartman als Anteilseigner des Teams eingestiegen ist.[61]

- Davey Hamilton übernahm Anteile an Sam Schmidt Motorsports, dem Rennstall von Sam Schmidt. Das Team trat 2012 als Schmidt-Hamilton Motorsports an.[62]

- Anfang Dezember 2011 gab Newman/Haas Racing bekannt, ab der Saison 2012 nicht mehr in der IndyCar Series anzutreten. „Das ökonomische Klima ermöglicht es Newman/Haas Racing derzeit nicht mehr länger im Formelsport teilzunehmen“ erläuterte Eigentümer Carl Haas den Schritt.[63] Newman/Haas wurde 1983 von Carl Haas und dem Schauspieler Paul Newman gegründet und trat seitdem auf der höchsten Ebene des US-Monoposto-Sports an: Bis 2007 in der Champ-Car-Serie, seit 2008 in der IndyCar Series. Newman/Haas Racing gewann acht Meisterschaften: 1984 mit Mario Andretti, 1991 mit Michael Andretti, 1993 mit Nigel Mansell, 2002 mit Cristiano da Matta und von 2004 bis 2007 viermal in Folge mit Sébastien Bourdais. Newman/Haas Racing entschied 107 Rennen für sich. Seit dem Tod Newmans im Jahr 2008 hatte das Team mit Budget-Problemen zu kämpfen. Nach Medienberichten wurde die Saison 2011 von der Haas-Familie finanziert, die mit guten Leistungen auf einen finanzstarken Sponsor hoffte. Obwohl das Team 2011 mit Oriol Servià den vierten Platz in der Fahrerwertung erreichte und James Hinchcliffe Rookie of the year wurde, gelang es dem Rennstall nicht, einen Sponsor zu finden.[64] Anfang April gab das Team seine einmalige Rückkehr zum Indianapolis 500 bekannt.[65] Allerdings kam es nicht zu diesem Engagement, da das Team Ende April seine Meldung zum Rennen zurückzog. Laut Angaben des Teams war die Vorbereitungszeit zu kurz.[66]

- Der langjährige IndyCar-Pilot Ed Carpenter steigt mit seinem eigenen Rennstall, Ed Carpenter Racing, in die IndyCar Series ein. Das Team gehört Carpenter und seinem Stiefvater Tony George, dem ehemaligen Chef der IndyCar Series. George trat bereits zwischen 2005 und 2009 mit dem Team Vision Racing in der Rennserie an. Das Team erhält finanzielle Unterstützung durch den US-amerikanischen Profigolfer Fuzzy Zoeller, der mit seiner Wodka-Marke Fuzzy’s Ultra Premium Vodka als Sponsor auftritt.[57] Das Team kooperiert mit Walker Racing und dessen Teamchef Derrick Walker. Das Team wird am Sitz von Walker Racing angesiedelt und von Walker Racing betrieben.[67]

- MSR Indy plante 2012 im Monoposto-Sport zu debütieren. Als Michael Shank Racing trat das Team in der Grand-Am-Serie an und hat dort Erfolge vorzuweisen.[68] Neben Michael Shank sind der Rennfahrer A. J. Allmendinger und der Geschäftsmann Brian Bailey in das Projekt involviert.[69] Das Team trat schließlich aber nicht an.

- Fan Force United trat beim Indianapolis 500 erstmals in der IndyCar Series an. Der Rennstall war zur Saison 2012 in die Indy Lights eingestiegen. Das Engagement wurde relativ kurzfristig vor dem Indianapolis 500 bekannt gegeben, da Lotus ein Einsatzteam für Jean Alesi benötigte und Newman/Haas Racing Ende April seine Meldung zurückgezogen hatte.[59] Ein Mitbesitzer von Fan Force United ist der ehemalige IRL-Pilot Tyce Carlson.[70]

### Änderungen während der Saison
Vor dem Indianapolis 500, dem fünften Saisonrennen, trennten sich Dragon Racing, Dreyer & Reinbold Racing sowie Bryan Herta Autosport von ihrem Motorenlieferanten Lotus. Dreyer & Reinbold Racing schloss schließlich Anfang Mai eine strategische Partnerschaft mit Panther Racing und übernahm deren zweiten Leasingvertrag für einen Chevrolet. Bryan Herta Autosport wechselte zu Honda. Dragon Racing schloss während der Trainingswoche zum Indianapolis 500 einen Vertrag mit Chevrolet ab. IndyCar reagierte auf diese Wechsel und führte eine neue Regelung ein, wonach ein Team während der Saison den Motorenhersteller nur noch mit einer Sondergenehmigung wechseln darf.

## Rennkalender
Der Rennkalender 2012 sollte ursprünglich zum Saisonfinale 2011 veröffentlicht werden und nach Aussagen von Serienchef Randy Bernard ursprünglich 17 oder 18 Veranstaltungen umfassen. Jedoch wurde vor der Veranstaltung eine spätere Bekanntgabe angekündigt. Nach dem tödlichen Unfall von Dan Wheldon beim Saisonfinale auf dem Las Vegas Motor Speedway wurde die offizielle Bekanntgabe weiter nach hinten verlegt, da Untersuchungen zum Unfall stattfanden. Anfang Dezember 2011 gab die IndyCar Series schließlich bekannt, das Rennen auf dem schnellen Oval in Las Vegas 2012 abzusagen.
Dem Titelsponsor Izod wurden mindestens 16 Veranstaltungen garantiert. Am 22. Dezember 2011 wurde schließlich der Rennkalender für die Saison 2012 mit 15 Veranstaltungen veröffentlicht. Am 10. Februar gab die IndyCar Series bekannt, die 8. Veranstaltung auf der Milwaukee Mile auszutragen.
Die IndyCar Series kehrte 2012 nach Detroit zurück und trat erneut auf dem Raceway at Belle Isle an. Zuletzt fand dort 2008 ein IndyCar-Rennen statt. Ebenfalls zurückkehrte der Auto Club Speedway in Fontana, wo die IndyCar Series letztmals 2005 antrat.
Mit den Streets of Qingdao in Qingdao sollte die IndyCar Series zum ersten Mal ein Rennen in der Volksrepublik China austragen werden. Allerdings sagte der Rennveranstalter das Rennen Mitte Juni ab. IndyCar-Chef Randy Bernard äußerte in diesem Zusammenhang, dass der Status des in Fontana geplanten Saisonfinales nicht vertraglich fixiert ist und das Saisonfinale auch nach diesem Rennen stattfinden könnte. Etwa zwei Wochen nach der Absage gab IndyCar bekannt, dass der Rennkalender auf 15 Rennen reduziert wird, da mögliche Ersatzveranstaltungen keine langfristige Perspektive boten. Titelsponsor Izod stimmte der Reduktion des Rennkalenders zu.
Drei Rennen fanden auf einer permanenten Rennstrecke, fünf Rennen auf Ovalen und sieben Rennen auf temporären Rennstrecken statt.
| Nr. | Datum         | Veranstaltung (Strecke)                                         | Distanz (Meilen) | Erster                                | Zweiter                              | Dritter                               | Pole-Position                         | Schnellste Runde                     | Meiste Führungsrunden                 |
| --- | ------------- | --------------------------------------------------------------- | ---------------- | ------------------------------------- | ------------------------------------ | ------------------------------------- | ------------------------------------- | ------------------------------------ | ------------------------------------- |
| 01. | 25. März      | Honda Grand Prix of St. Petersburg (Saint Petersburg) (T)       | 180              | Hélio Castroneves (Dallara-Chevrolet) | Scott Dixon (Dallara-Honda)          | Ryan Hunter-Reay (Dallara-Chevrolet)  | Will Power (Dallara-Chevrolet)        | Will Power (Dallara-Chevrolet)       | Scott Dixon (Dallara-Honda)           |
| 02. | 01. April     | Honda Indy Grand Prix of Alabama (Birmingham) (P)               | 207              | Will Power (Dallara-Chevrolet)        | Scott Dixon (Dallara-Honda)          | Hélio Castroneves (Dallara-Chevrolet) | Hélio Castroneves (Dallara-Chevrolet) | Will Power (Dallara-Chevrolet)       | Scott Dixon (Dallara-Honda)           |
| 03. | 15. April     | Toyota Grand Prix of Long Beach (Long Beach) (T)                | 167,28           | Will Power (Dallara-Chevrolet)        | Simon Pagenaud (Dallara-Honda)       | James Hinchcliffe (Dallara-Chevrolet) | Ryan Briscoe (Dallara-Chevrolet)      | Tony Kanaan (Dallara-Chevrolet)      | Simon Pagenaud (Dallara-Honda)        |
| 04. | 29. April     | Itaipava São Paulo Indy 300 presented by Nestle (São Paulo) (T) | 190,2            | Will Power (Dallara-Chevrolet)        | Ryan Hunter-Reay (Dallara-Chevrolet) | Takuma Satō (Dallara-Honda)           | Will Power (Dallara-Chevrolet)        | Josef Newgarden (Dallara-Honda)      | Will Power (Dallara-Chevrolet)        |
| 05. | 27. Mai       | Indianapolis 500 (Indianapolis) (O)                             | 500              | Dario Franchitti (Dallara-Honda)      | Scott Dixon (Dallara-Honda)          | Tony Kanaan (Dallara-Chevrolet)       | Ryan Briscoe (Dallara-Chevrolet)      | Marco Andretti (Dallara-Chevrolet)   | Marco Andretti (Dallara-Chevrolet)    |
| 06. | 03. Juni      | Chevrolet Detroit Belle Isle Grand Prix (Detroit) (T)           | 124,2            | Scott Dixon (Dallara-Honda)           | Dario Franchitti (Dallara-Honda)     | Simon Pagenaud (Dallara-Honda)        | Scott Dixon (Dallara-Honda)           | Justin Wilson (Dallara-Honda)        | Scott Dixon (Dallara-Honda)           |
| 07. | 09. Juni      | Firestone 550 (Fort Worth) (O)                                  | 331,74           | Justin Wilson (Dallara-Honda)         | Graham Rahal (Dallara-Honda)         | Ryan Briscoe (Dallara-Chevrolet)      | Alex Tagliani (Dallara-Honda)         | Ryan Briscoe (Dallara-Chevrolet)     | Scott Dixon (Dallara-Honda)           |
| 08. | 16. Juni      | Milwaukee IndyFest (West Allis) (O)                             | 228,375          | Ryan Hunter-Reay (Dallara-Chevrolet)  | Tony Kanaan (Dallara-Chevrolet)      | James Hinchcliffe (Dallara-Chevrolet) | Dario Franchitti (Dallara-Honda)      | Ryan Hunter-Reay (Dallara-Chevrolet) | Ryan Hunter-Reay (Dallara-Chevrolet)  |
| 09. | 23. Juni      | Iowa Corn Indy 250 (Newton) (O)                                 | 223,5            | Ryan Hunter-Reay (Dallara-Chevrolet)  | Marco Andretti (Dallara-Chevrolet)   | Tony Kanaan (Dallara-Chevrolet)       | Dario Franchitti (Dallara-Honda)      | Ed Carpenter (Dallara-Chevrolet)     | Hélio Castroneves (Dallara-Chevrolet) |
| 10. | 08. Juli      | Honda Indy Toronto (Toronto) (T)                                | 149,175          | Ryan Hunter-Reay (Dallara-Chevrolet)  | Charlie Kimball (Dallara-Honda)      | Mike Conway (Dallara-Honda)           | Dario Franchitti (Dallara-Honda)      | Josef Newgarden (Dallara-Honda)      | Ryan Hunter-Reay (Dallara-Chevrolet)  |
| 11. | 22. Juli      | Edmonton Indy (Edmonton) (T)                                    | 166,8            | Hélio Castroneves (Dallara-Chevrolet) | Takuma Satō (Dallara-Honda)          | Will Power (Dallara-Chevrolet)        | Ryan Hunter-Reay (Dallara-Chevrolet)  | Josef Newgarden (Dallara-Honda)      | Alex Tagliani (Dallara-Honda)         |
| 12. | 05. August    | Honda Indy 200 at Mid-Ohio (Lexington) (P)                      | 191,93           | Scott Dixon (Dallara-Honda)           | Will Power (Dallara-Chevrolet)       | Simon Pagenaud (Dallara-Honda)        | Will Power (Dallara-Chevrolet)        | Oriol Servià (Dallara-Chevrolet)     | Will Power (Dallara-Chevrolet)        |
| 13. | 26. August    | GoPro Indy Grand Prix of Sonoma (Sonoma) (P)                    | 196,35           | Ryan Briscoe (Dallara-Chevrolet)      | Will Power (Dallara-Chevrolet)       | Dario Franchitti (Dallara-Honda)      | Will Power (Dallara-Chevrolet)        | Ryan Hunter-Reay (Dallara-Chevrolet) | Will Power (Dallara-Chevrolet)        |
| 14. | 02. September | Grand Prix of Baltimore (Baltimore) (T)                         | 153              | Ryan Hunter-Reay (Dallara-Chevrolet)  | Ryan Briscoe (Dallara-Chevrolet)     | Simon Pagenaud (Dallara-Honda)        | Will Power (Dallara-Chevrolet)        | Will Power (Dallara-Chevrolet)       | Will Power (Dallara-Chevrolet)        |
| 15. | 15. September | MAVTV 500 (Fontana) (O)                                         | 500              | Ed Carpenter (Dallara-Chevrolet)      | Dario Franchitti (Dallara-Honda)     | Scott Dixon (Dallara-Honda)           | Marco Andretti (Dallara-Chevrolet)    | Dario Franchitti (Dallara-Honda)     | Ed Carpenter (Dallara-Chevrolet)      |

- Erklärung: O: Ovalkurs, T: temporäre Rennstrecke (Stadtkurs, Flugplatzkurs), P: permanente Rennstrecke

Anmerkungen
1. ↑  Ryan Briscoe entschied das Qualifying für sich und erhielt den Bonus-Punkt sowie das Preisgeld für die Pole-Position. Aufgrund eines vorzeitigen Motorenwechsels wurde er jedoch um 10 Positionen nach hinten versetzt. Vom ersten Startplatz aus ins Rennen ging Dario Franchitti, der die viertschnellste Zeit erzielt hatte.
2. ↑  Ryan Hunter-Reay entschied das Qualifying für sich und erhielt den Bonus-Punkt sowie das Preisgeld für die Pole-Position. Aufgrund eines vorzeitigen Motorenwechsels wurde er jedoch um 10 Positionen nach hinten versetzt. Vom ersten Startplatz aus ins Rennen geht Dario Franchitti, der die zweitschnellste Zeit erzielt hatte.

## Rennberichte

### 1. Veranstaltung: Honda Grand Prix of St. Petersburg
| Platz | Fahrer            | Team                       | Zeit         |
| ----- | ----------------- | -------------------------- | ------------ |
| 1     | Hélio Castroneves | Team Penske                | 1:59:50,9863 |
| 2     | Scott Dixon       | Target Chip Ganassi Racing | + 5,5292     |
| 3     | Ryan Hunter-Reay  | Andretti Autosport         | + 7,5824     |
| PP    | Will Power        | Team Penske                | 1:01,3721    |
| SR    | Will Power        | Team Penske                | 1:02,7575    |

- Streckentyp: temporäre Rennstrecke (Stadtkurs)

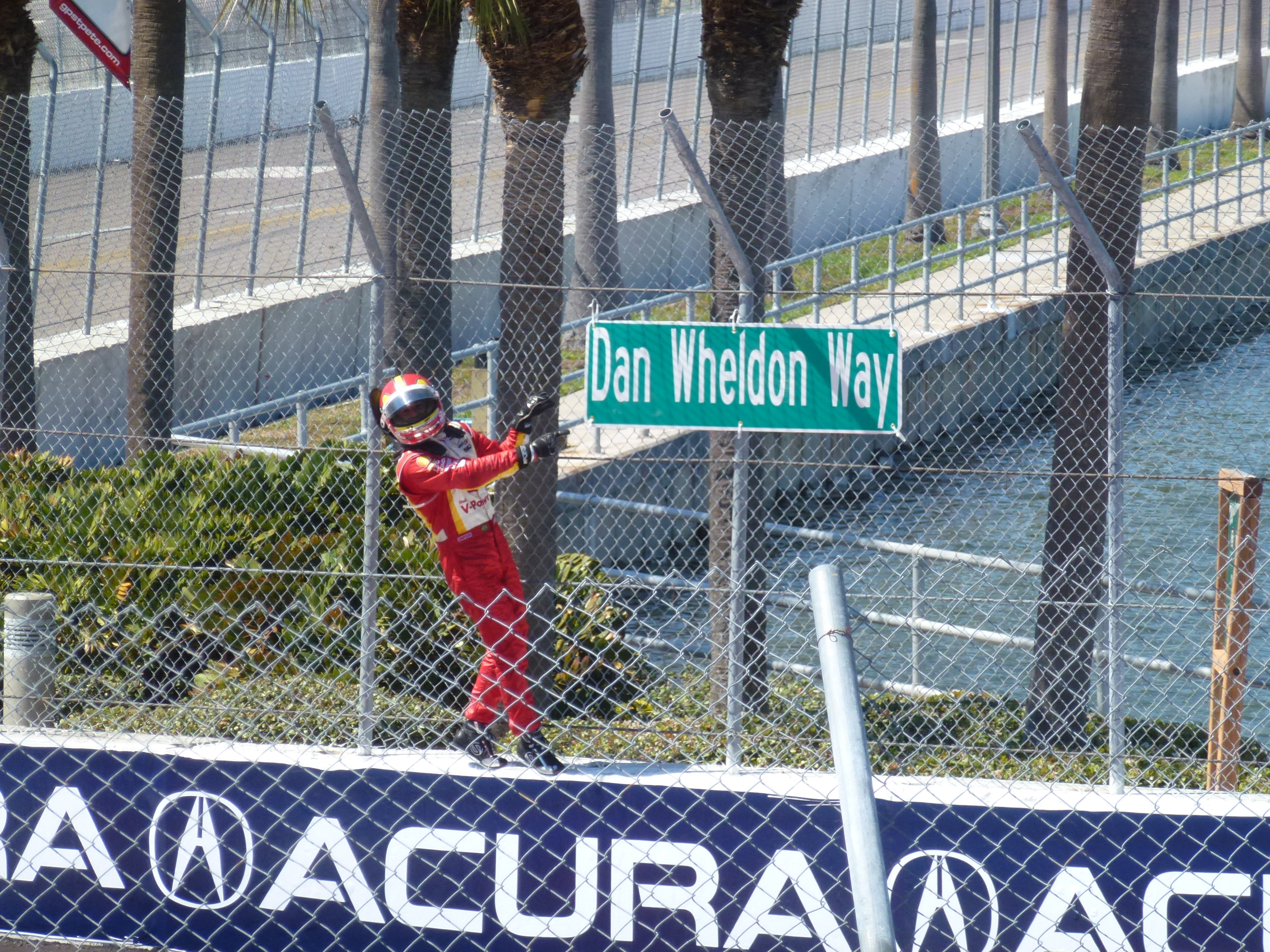
Sieger Castroneves stieg in der Auslaufrunde am Dan Wheldon Way aus

Der Honda Grand Prix of St. Petersburg in den Streets of St. Petersburg, Saint Petersburg, Florida, Vereinigte Staaten fand am 25. März 2012 statt und ging über eine Distanz von 100 Runden à 2,897 km, was einer Gesamtdistanz von 289,682 km entspricht.
Will Power gewann den Start, fiel aber strategiebedingt nach elf Runden ins Mittelfeld zurück und schaffe es nicht mehr zurück an die Spitze. Sein Teamkollege Hélio Castroneves gewann schließlich das Rennen vor Scott Dixon und Ryan Hunter-Reay.
Es war der erste Sieg mit einem Chevrolet-Motor seit der Rückkehr des Herstellers zu diesem Rennen.

### 2. Veranstaltung: Honda Indy Grand Prix of Alabama
| Platz | Fahrer            | Team                       | Zeit         |
| ----- | ----------------- | -------------------------- | ------------ |
| 1     | Will Power        | Team Penske                | 2:01:40,1127 |
| 2     | Scott Dixon       | Target Chip Ganassi Racing | + 3,3709     |
| 3     | Hélio Castroneves | Team Penske                | + 19,1150    |
| PP    | Hélio Castroneves | Team Penske                | 1:10,4196    |
| SR    | Will Power        | Team Penske                | 1:12,3912    |

- Streckentyp: permanente Rennstrecke

Der Honda Indy Grand Prix of Alabama im Barber Motorsports Park, Birmingham, Alabama, Vereinigte Staaten fand am 1. April 2012 statt und ging über eine Distanz von 90 Runden à 3,701 km, was einer Gesamtdistanz von 333,134 km entspricht.
Will Power gewann das Rennen vom siebten Startplatz aus startend vor Scott Dixon und Hélio Castroneves. Dixon lag die meisten Runden in Führung.

### 3. Veranstaltung: Toyota Grand Prix of Long Beach
| Platz | Fahrer            | Team                         | Zeit         |
| ----- | ----------------- | ---------------------------- | ------------ |
| 1     | Will Power        | Team Penske                  | 1:54:01,6082 |
| 2     | Simon Pagenaud    | Schmidt-Hamilton Motorsports | + 0,8675     |
| 3     | James Hinchcliffe | Andretti Autosport           | + 13,2719    |
| PP    | Ryan Briscoe      | Team Penske                  | 1:08,6089    |
| SR    | Tony Kanaan       | KV Racing Technology w/SH    | 1:09,3541    |

- Streckentyp: temporäre Rennstrecke (Stadtkurs)

Der Toyota Grand Prix of Long Beach auf dem Long Beach Grand Prix Circuit, Long Beach, Kalifornien, Vereinigte Staaten fand am 15. April 2012 statt und ging über eine Distanz von 85 Runden à 3,167 km, was einer Gesamtdistanz von 269,211 km entspricht.
Zu diesem Rennen wurde eine neue Regelung für den gesamten Kurs umfassende Gelbphasen, sogenannte Full-Course-Caution, eingeführt. Bisher wurde die Boxengasse bei jeder Full-Course-Caution gesperrt und erst freigegeben, nachdem alle Piloten hinter dem Safety Car aufgereiht waren. Seit diesem Grand Prix bleibt die Boxengasse zukünftig bei allen Rennen auf Nicht-Ovalen bei Full-Course-Cautions ohne Notsituation offen. Für Notsituationen gilt die bisherige Regelung weiterhin.
Will Power gewann das Rennen vor Simon Pagenaud und James Hinchcliffe. In der Schlussphase lagen Power, der auf eine Zwei-Stopp-Strategie gesetzt hatte, und Pagenaud, der dreimal stoppte, eng beieinander. Es waren die ersten Podest-Platzierung in der IndyCar Series für Pagenaud und Hinchcliffe.

### 4. Veranstaltung: Itaipava São Paulo Indy 300 presented by Nestle
| Platz | Fahrer           | Team                        | Zeit         |
| ----- | ---------------- | --------------------------- | ------------ |
| 1     | Will Power       | Team Penske                 | 2:08:18,2816 |
| 2     | Ryan Hunter-Reay | Andretti Autosport          | + 0,9045     |
| 3     | Takuma Satō      | Rahal Letterman Lanigan     | + 2,3905     |
| PP    | Will Power       | Team Penske                 | 1:21,4045    |
| SR    | Josef Newgarden  | Sarah Fisher Hartman Racing | 1:22,6313    |

- Streckentyp: temporäre Rennstrecke (Stadtkurs)

Das Itaipava São Paulo Indy 300 presented by Nestle auf dem São Paulo Street Circuit, São Paulo, Brasilien fand am 29. April 2012 statt und ging über eine Distanz von 75 Runden à 4,081 km, was einer Gesamtdistanz von 306,097 km entspricht.
Will Power führte das Rennen über 63 Runden an und erzielte seinen dritten Sieg in Folge (sowohl auf der Strecke, als auch in der Saison). Ryan Hunter-Reay wurde Zweiter vor Takuma Satō, der seine erste Podest-Platzierung in der IndyCar Series erreichte.

### 5. Veranstaltung: 96. Indianapolis 500
| Platz | Fahrer           | Team                       | Zeit         |
| ----- | ---------------- | -------------------------- | ------------ |
| 1     | Dario Franchitti | Target Chip Ganassi Racing | 2:58:51,2532 |
| 2     | Scott Dixon      | Target Chip Ganassi Racing | + 0,0295     |
| 3     | Tony Kanaan      | KV Racing Technology w/SH  | + 0,0677     |
| PP    | Ryan Briscoe     | Team Penske                | 2:38,9514    |
| SR    | Marco Andretti   | Andretti Autosport         | 0:40,8771    |

- Streckentyp: Ovalkurs (Superspeedway)

Das 96. Indianapolis 500 auf dem Indianapolis Motor Speedway, Indianapolis, Indiana, Vereinigte Staaten fand am 27. Mai 2012 statt und ging über eine Distanz von 200 Runden à 4,023 km, was einer Gesamtdistanz von 804,672 km entspricht.
Im Qualifying zum Indianapolis 500 setzte sich Ryan Briscoe durch und erzielte die Pole-Position vor den zwei Andretti-Piloten James Hinchcliffe und Ryan Hunter-Reay. Da nur 33 Piloten an der Qualifikation teilnahmen, scheiterte kein Pilot an dieser.
Nachdem in der Anfangsphase Briscoe und Hunter-Reay ein Duell um die Führung austrugen, ging Andretti schließlich in Führung und lag in der ersten Rennhälfte insgesamt 59 Runden in Führung, was ihm zu dem Fahrer mit den meisten Führungsrunden machte.
Während zur Mitte des Rennens Takuma Satō und Scott Dixon viele Führungsrunden absolviert hatten, kam es in der Schlussphase zum internen Ganassi-Duell zwischen Dixon und Dario Franchitti um die Führung. Zwei Runden vor Schluss übernahm Franchitti die Führung. In der Schlussrunde versuchte Satō ihn zu überholen, doch er verlor dabei die Kontrolle über sein Fahrzeug und schlug in die Mauer ein.
Franchitti gewann das Rennen schließlich unter gelb vor seinem Teamkollegen Dixon und Tony Kanaan. Es war Franchittis Dritter Sieg beim Indianapolis 500 nach 2007 und 2010. Er wurde damit zum ersten Europäer, der dieses Rennen dreimal gewann.

### 6. Veranstaltung: Chevrolet Detroit Belle Isle Grand Prix
| Platz | Fahrer           | Team                         | Zeit         |
| ----- | ---------------- | ---------------------------- | ------------ |
| 1     | Scott Dixon      | Target Chip Ganassi Racing   | 1:27:39,5053 |
| 2     | Dario Franchitti | Target Chip Ganassi Racing   | + 1,9628     |
| 3     | Simon Pagenaud   | Schmidt Hamilton Motorsports | + 2,4773     |
| PP    | Scott Dixon      | Target Chip Ganassi Racing   | 1:10,3162    |
| SR    | Justin Wilson    | Dale Coyne Racing            | 1:12,0651    |

- Streckentyp: temporäre Rennstrecke (Stadtkurs)

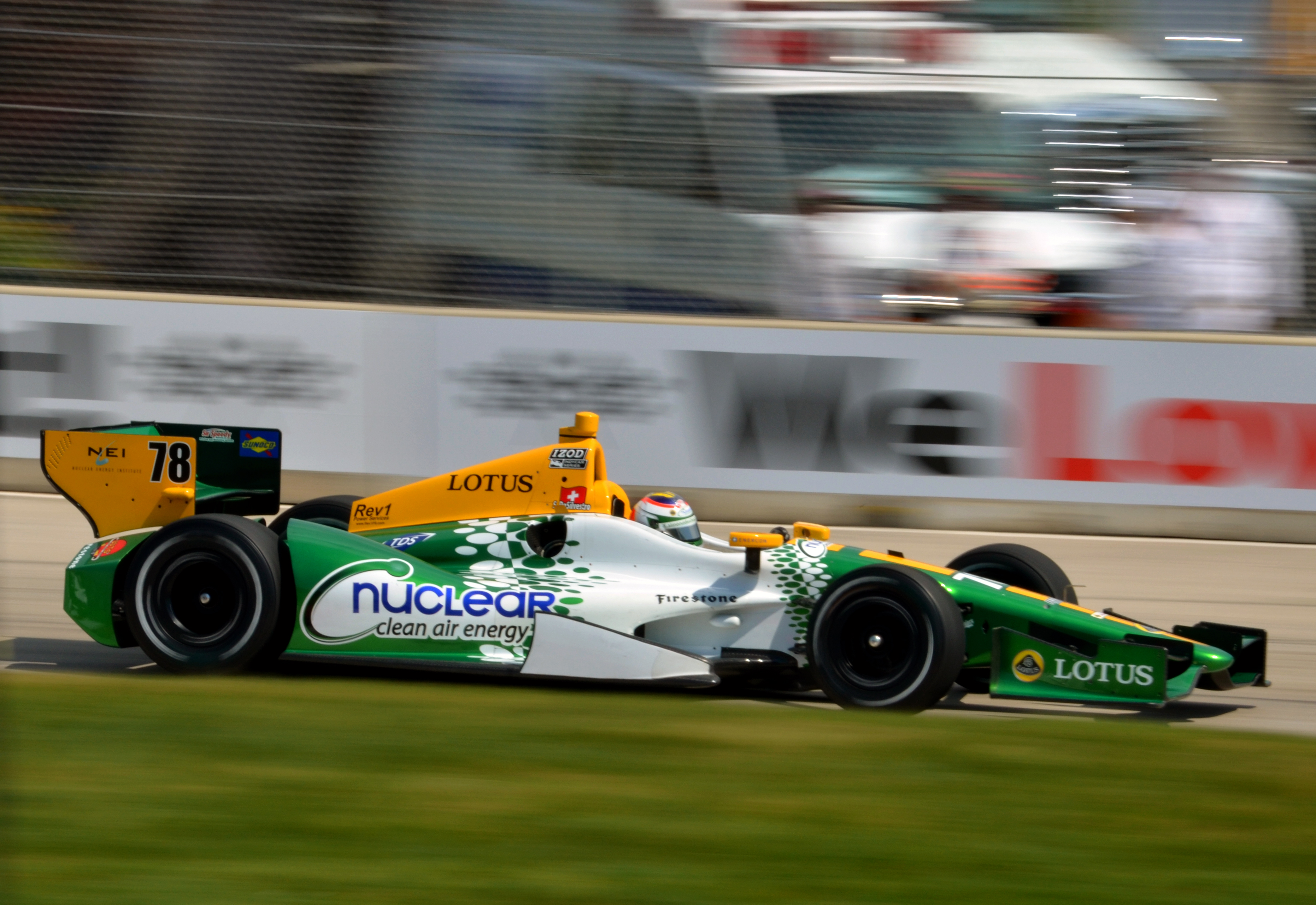
Simona de Silvestro war ab Detroit der einzige Pilot mit Lotus-Motoren

Der Chevrolet Detroit Belle Isle Grand Prix auf dem Raceway at Belle Isle, Detroit, Michigan, Vereinigte Staaten fand am 3. Juni 2012 statt und ging über eine Distanz von 60 Runden à 3,331 km, was einer Gesamtdistanz von 199,881 km entspricht.
Im Qualifying erzielte mit Scott Dixon erstmals kein Penske-Pilot die Pole-Position. Dixon setzte sich knapp gegen Will Power durch.
Im Rennen behielt Dixon die Führung beim Start vor Power. Die beiden setzten sich darauf an der Spitze ab. Auf dem vierten Platz lag E. J. Viso, der bis zu seinem Boxenstopp in der 28. Runde diverse Piloten hinter sich aufhielt.
In der 39. Runde schlug James Hinchcliffe in die Streckenbegrenzung ein. Auslöser hierfür war sich lösender Streckenbelag. Das Rennen wurde zunächst unter gelb neutralisiert weitergeführt und schließlich in der 45. Runde mit der roten Flagge unterbrochen. Der defekte Streckenbelag wurde entfernt und durch neuen ersetzt. Nach einer etwa zweistündigen Pause wurde das Rennen wieder aufgenommen und die Distanz von 90 auf 60 Runden reduziert.
Dixon behielt erneut die Führung und erzielte einen Start-Ziel-Sieg vor seinem Teamkollegen Dario Franchitti und Simon Pagenaud. Es war Dixons erster Saisonsieg und das erste Mal seit dem Einstieg von mehreren Motorenherstellern, dass die ersten drei Piloten allesamt den gleichen Motor verwendeten.

## Wertungen

### Punktesystem
Die Punkte wurden nach folgendem Schema vergeben:
| Position | 1  | 2  | 3  | 4  | 5  | 6  | 7  | 8  | 9  | 10 | 11 | 12 | 13 | 14 | 15 | 16 | 17 | 18 | 19 | 20 | 21 | 22 | 23 | 24 | 25 | 26 | 27 | 28 | 29 | 30 | 31 | 32 | 33 | 34 |
| -------- | -- | -- | -- | -- | -- | -- | -- | -- | -- | -- | -- | -- | -- | -- | -- | -- | -- | -- | -- | -- | -- | -- | -- | -- | -- | -- | -- | -- | -- | -- | -- | -- | -- | -- |
| Punkte   | 50 | 40 | 35 | 32 | 30 | 28 | 26 | 24 | 22 | 20 | 19 | 18 | 17 | 16 | 15 | 14 | 13 | 12 | 12 | 12 | 12 | 12 | 12 | 12 | 10 | 10 | 10 | 10 | 10 | 10 | 10 | 10 | 10 | 10 |

Außerdem gab es einen Zusatzpunkt für die Pole-Position und zwei zusätzliche Punkte für den Fahrer, der das Rennen die meisten Runden angeführt hat.
Für das Qualifying zum Indianapolis 500 wurden die Punkte wie folgt vergeben:
| Position | 1  | 2  | 3  | 4  | 5  | 6 | 7 | 8 | 9 | 10 | 11 | 12 | 13 | 14 | 15 | 16 | 17 | 18 | 19 | 20 | 21 | 22 | 23 | 24 | 25 | 26 | 27 | 28 | 29 | 30 | 31 | 32 | 33 |
| -------- | -- | -- | -- | -- | -- | - | - | - | - | -- | -- | -- | -- | -- | -- | -- | -- | -- | -- | -- | -- | -- | -- | -- | -- | -- | -- | -- | -- | -- | -- | -- | -- |
| Punkte   | 15 | 13 | 12 | 11 | 10 | 9 | 8 | 7 | 6 | 4  | 4  | 4  | 4  | 4  | 4  | 4  | 4  | 4  | 4  | 4  | 4  | 4  | 4  | 4  | 3  | 3  | 3  | 3  | 3  | 3  | 3  | 3  | 3  |

### Fahrerwertung
| 01   | R. Hunter‑Reay  | 3   | 12  | 6   | 2   | 3    | 27   | 7   | 21  | 1*  | 1   | 1*  | 7   | 24  | 18  | 1   | 4   | 468    |
| 02   | W. Power        | 7   | 1   | 1   | 1*  | 5    | 28   | 4   | 8   | 12  | 23  | 15  | 3   | 2*  | 2*  | 6*  | 24  | 465    |
| 03   | S. Dixon        | 2*  | 2*  | 23  | 17  | 15   | 2    | 1*  | 18* | 11  | 4   | 25  | 10  | 1   | 13  | 4   | 3   | 435    |
| 04   | H. Castroneves  | 1   | 3   | 13  | 4   | 6    | 10   | 17  | 7   | 6   | 6*  | 6   | 1   | 16  | 6   | 10  | 5   | 431    |
| 05   | S. Pagenaud     | 6   | 5   | 2*  | 12  | 23   | 16   | 3   | 6   | 13  | 5   | 12  | 20  | 3   | 7   | 3   | 15  | 387    |
| 06   | R. Briscoe      | 5   | 14  | 7   | 25  | 1    | 5    | 16  | 3   | 14  | 18  | 19  | 8   | 7   | 1   | 2   | 17  | 370    |
| 07   | D. Franchitti   | 13  | 10  | 15  | 5   | 16   | 1    | 2   | 14  | 19  | 25  | 17  | 6   | 17  | 3   | 13  | 2   | 363    |
| 08   | J. Hinchcliffe  | 4   | 6   | 3   | 6   | 2    | 6    | 21  | 4   | 3   | 17  | 22  | 12  | 5   | 26  | 15  | 13  | 358    |
| 09   | T. Kanaan       | 25  | 21  | 4   | 13  | 8    | 3    | 6   | 11  | 2   | 3   | 4   | 18  | 6   | 10  | 20  | 18  | 351    |
| 10   | G. Rahal        | 12  | 4   | 24  | 16  | 12   | 13   | 19  | 2   | 9   | 9   | 23  | 4   | 11  | 5   | 11  | 6   | 333    |
| 11   | J. Hildebrand   | 19  | 15  | 5   | 7   | 18   | 14   | 14  | 5   | 22  | 22  | 7   | 21  | 9   | 8   | 12  | 11  | 294    |
| 12   | R. Barrichello  | 17  | 8   | 9   | 10  | 10   | 11   | 25  | 24  | 10  | 7   | 11  | 13  | 15  | 4   | 5   | 22  | 289    |
| 13   | O. Servià       | 16  | 13  | 16  | 11  | 27   | 4    | 5   | 20  | 4   | 21  | 5   | 24  | 25  | 19  | 7   | 19  | 287    |
| 14   | T. Satō         | 22  | 24  | 8   | 3   | 19   | 17   | 20  | 22  | 20  | 12  | 9   | 2   | 13  | 27  | 21  | 7   | 281    |
| 15   | J. Wilson       | 10  | 19  | 10  | 22  | 21   | 7    | 22  | 1   | 23  | 10  | 21  | 9   | 18  | 11  | 17  | 23  | 278    |
| 16   | M. Andretti     | 14  | 11  | 25  | 14  | 4    | 24*  | 11  | 17  | 15  | 2   | 16  | 14  | 8   | 25  | 14  | 8   | 278    |
| 17   | A. Tagliani     | 15  | 26  | 21  |     | 11   | 12   | 10  | 9   | 7   | 16  | 10  | 5*  | 10  | 9   | 8   | 20  | 272    |
| 18   | E. Carpenter    | 18  | 22  | 14  | 21  | 28   | 21   | 12  | 12  | 8   | 8   | 18  | 22  | 22  | 20  | 25  | 1*  | 261    |
| 19   | C. Kimball      | 9   | 25  | 18  | 8   | 14   | 8    | 8   | 23  | 17  | 11  | 2   | 19  | INJ | 21  | 18  | 10  | 260    |
| 20   | E. Viso         | 8   | 18  | 12  | 9   | 9    | 18   | 18  | 19  | 5   | 24  | 20  | 16  | 20  | 16  | 9   | 25  | 244    |
| 21   | M. Conway       | 20  | 7   | 22  | 19  | 29   | 29   | 9   | 16  | 16  | 20  | 3   | 11  | 21  | 14  | 16  |     | 233    |
| 22   | J. Jakes        | 26  | 16  | 11  | 15  | 17   | 15   | 23  | 10  | 21  | 13  | 8   | 25  | 19  | 12  | 24  | 12  | 232    |
| 23   | J. Newgarden    | 11  | 17  | 26  | 23  | 7    | 25   | 15  | 13  | 25  | 19  | 13  | 17  | 12  | 23  | INJ | 16  | 200    |
| 24   | S. de Silvestro | 24  | 20  | 20  | 24  | 32   | 32   | 13  | 25  | 24  | 14  | 24  | 23  | 23  | 17  | 22  | 26  | 182    |
| 25   | S. Bourdais     | 21  | 9   | 17  | 18  | 25   | 20   | 24  |     |     |     | 14  | 15  | 4   | 22  | 23  |     | 173    |
| 26   | K. Legge        | 23  | 23  | 19  | 26  | 30   | 22   |     | 15  | 18  | 15  |     |     |     | 24  |     | 9   | 137    |
| 27   | S. Saavedra     |     |     |     |     | 24   | 26   |     |     |     |     |     |     |     | 15  |     | 21  | 41     |
| 28   | W. Cunningham   |     |     |     |     | 26   | 31   |     |     |     |     |     |     |     |     |     | 14  | 29     |
| 29   | A. Beatriz      |     |     |     | 20  | 13   | 23   |     |     |     |     |     |     |     |     |     |     | 28     |
| 30   | T. Bell         |     |     |     |     | 20   | 9    |     |     |     |     |     |     |     |     |     |     | 26     |
| 31   | G. Pantano      |     |     |     |     |      |      |     |     |     |     |     |     | 14  |     |     |     | 16     |
| 32   | M. Jourdain     |     |     |     |     | 22   | 19   |     |     |     |     |     |     |     |     |     |     | 16     |
| 33   | B. Clauson      |     |     |     |     | 31   | 30   |     |     |     |     |     |     |     |     |     |     | 13     |
| 34   | J. Alesi        |     |     |     |     | 33   | 33   |     |     |     |     |     |     |     |     |     |     | 13     |
| 35   | B. Junqueira    |     |     |     |     |      |      |     |     |     |     |     |     |     |     | 19  |     | 12     |
| Pos. | Fahrer          | STP | ALA | LBH | SAO | INDY | INDY | DET | TXS | MIL | IOW | TOR | EDM | MDO | SNM | BAL | FON | Punkte |

| Farbe      | Bedeutung                                          |
| ---------- | -------------------------------------------------- |
| Gold       | Sieger                                             |
| Silber     | 2. Platz                                           |
| Bronze     | 3. Platz                                           |
| Grün       | 4. und 5. Platz                                    |
| Hellblau   | 6. bis 10. Platz                                   |
| Dunkelblau | Rennen beendet (außerhalb der ersten zehn Piloten) |
| Violett    | Rennen nicht beendet                               |
| Rot        | nicht qualifiziert (DNQ)                           |
| Schwarz    | disqualifiziert (DSQ)                              |
| Weiß       | nicht am Start (DNS)                               |
| Weiß       | zurückgezogen (WD)                                 |
| Weiß       | Rennen abgesagt (C)                                |
| Blanko     | nicht teilgenommen                                 |
| Blanko     | nicht erschienen (DNA)                             |
| Blanko     | verletzt oder krank (INJ)                          |
| Blanko     | ausgeschlossen (EX)                                |

| Weitere Notation   |                                  |
| Fett               | Pole-Position (1 Punkt)          |
| Kursiv             | Schnellste Rennrunde             |
| *                  | Meiste Führungsrunden (2 Punkte) |
| Rookie of the Year |                                  |
| Rookie             |                                  |

| Farbe      | Bedeutung          |
| ---------- | ------------------ |
| Gold       | Pole-Position      |
| Silber     | 2. Platz           |
| Bronze     | 3. Platz           |
| Grün       | 4. bis 9. Platz    |
| Hellblau   | 10. bis 24. Platz  |
| Dunkelblau | 25. bis 33. Platz  |
| Rot        | nicht qualifiziert |

| Farbe      | Bedeutung                                          |
| ---------- | -------------------------------------------------- |
| Gold       | Sieger                                             |
| Silber     | 2. Platz                                           |
| Bronze     | 3. Platz                                           |
| Grün       | 4. und 5. Platz                                    |
| Hellblau   | 6. bis 10. Platz                                   |
| Dunkelblau | Rennen beendet (außerhalb der ersten zehn Piloten) |
| Violett    | Rennen nicht beendet                               |
| Rot        | nicht qualifiziert (DNQ)                           |
| Schwarz    | disqualifiziert (DSQ)                              |
| Weiß       | nicht am Start (DNS)                               |
| Weiß       | zurückgezogen (WD)                                 |
| Weiß       | Rennen abgesagt (C)                                |
| Blanko     | nicht teilgenommen                                 |
| Blanko     | nicht erschienen (DNA)                             |
| Blanko     | verletzt oder krank (INJ)                          |
| Blanko     | ausgeschlossen (EX)                                |

| Weitere Notation   |                                  |
| Fett               | Pole-Position (1 Punkt)          |
| Kursiv             | Schnellste Rennrunde             |
| *                  | Meiste Führungsrunden (2 Punkte) |
| Rookie of the Year |                                  |
| Rookie             |                                  |

| Farbe      | Bedeutung          |
| ---------- | ------------------ |
| Gold       | Pole-Position      |
| Silber     | 2. Platz           |
| Bronze     | 3. Platz           |
| Grün       | 4. bis 9. Platz    |
| Hellblau   | 10. bis 24. Platz  |
| Dunkelblau | 25. bis 33. Platz  |
| Rot        | nicht qualifiziert |

### Herstellerwertung
| Pos. | Hersteller | STP | ALA | LBH | SAO | INDY | DET | TXS | MIL | IOW | TOR | EDM | MDO | SNM | BAL | FON | Punkte |
| ---- | ---------- | --- | --- | --- | --- | ---- | --- | --- | --- | --- | --- | --- | --- | --- | --- | --- | ------ |
| 01   | Chevrolet  | 1   | 1   | 1   | 1   | 2    | 2   | 2   | 1   | 1   | 1   | 1   | 2   | 1   | 1   | 1   | 123    |
| 02   | Honda      | 2   | 2   | 2   | 2   | 1    | 1   | 1   | 2   | 2   | 2   | 2   | 1   | 2   | 2   | 2   | 102    |
| 03   | Lotus      | 3   | 3   | 3   | 3   | 3    | 3   | 3   | 3   | 3   | 3   | 3   | 3   | 3   | 3   | 3   | 60     |
| Pos. | Hersteller | STP | ALA | LBH | SAO | INDY | DET | TXS | MIL | IOW | TOR | EDM | MDO | SNM | BAL | FON | Punkte |

Bei der Herstellerwertung wurden die Punkte nach dem Schema 9-6-4 vergeben. Es zählte jeweils die beste Platzierung des jeweiligen Herstellers. Alle anderen Resultate flossen nicht in diese Wertung ein.